# 7 (Madness)
7 è il terzo album discografico del gruppo musicale ska britannico dei Madness, pubblicato nel 1981.

## Tracce
1. Cardiac Arrest – 2:52 (C. Smash / C.J. Foreman)
2. Shut Up – 4:07 (G. McPherson / C.J. Foreman)
3. Sign Of The Times – 2:43 (G. McPherson / M. Barson)
4. Missing You – 2:32 (G. McPherson / M. Barson)
5. Mrs. Hutchinson – 2:17 (M. Barson)
6. Tomorrow's Dream – 3:54 (L. Thompson / M. Barson)
7. Grey Day – 3:40 (M. Barson)
8. Pac-A-Mac – 2:37 (L. Thompson / M. Barson)
9. Promises Promises – 2:52 (L. Thompson / M. Barson)
10. Benny Bullfrog – 1:51 (L. Thompson / C.J. Foreman)
11. When Dawn Arrives – 2:43 (L. Thompson / M. Barson)
12. The Opium Eaters – 3:03 (M. Barson)
13. Day On The Town – 3:24 (G. McPherson / C.J. Foreman)

## Formazione
- Graham McPherson (Suggs) – voce
- Mike Barson (Monsieur Barso) – tastiere, strumenti vari
- Chris Foreman (Chrissie Boy) – chitarre
- Mark Bedford (Bedders) – basso
- Lee Thompson (Kix) – sassofono, cori, voce (traccia 10)
- Daniel Woodgate (Woody) - batteria, percussioni
- Cathal Smyth (Chas Smash) – cori, tromba

## Classifiche
- Official Albums Chart - #5